# HSL 자위트
HSL 자위트(네덜란드어: Hogesnelheidslijn Zuid)는 네덜란드와 벨기에를 잇는 고속선이다. 벨기에의 HSL 4와 함께 스히폴-안트베르펀 고속선을 구성한다. 2007년에 영업을 시작할 예정이었으나, 2009년 9월 6일 개통식 이후 9월 7일에 영업을 시작하였다.
민관 협력으로 진행되었으며 2030년까지 인프라스피드에서 관리 및 유지보수를 맡게 된다. 지멘스에서 ETCS 레벨 2 신호를 설치하였고, 비상시에는 ETCS 레벨 1로 작동할 수 있다.

## 역사
1973년 덴 윌 내각에서 네덜란드 고속선 계획을 시작하였고, 1988년 HSL 자위트, HSL 노르드, HSL 오스트가 시작되었다. NS의 레일 21 계획의 일부로 시작되었으나, 초대 코크 내각에서 계획을 거부한 이후 대폭 수정되었다.

## 노선
암스테르담과 스키폴 사이에서는 기존선을 이용한다.
스키폴 남쪽에서 고속선이 시작된다. 뉴 베네프까지는 기존선과 고속선이 병행하며, 동쪽으로 분기하여 라이더도르프의 터널 입구까지 진행한다. 이 터널은 그뢴 하트 지역의 자연을 보호하면서 통과하기 위해서 단선 쌍굴 형태로 건설되었다. 터널의 반대쪽 끝 주터미어에서는 고가 구간을 지나며, 터널을 하나 더 통과한 다음 로테르담 북역으로 연결된다. 그뢴 하트 터널은 시험 운영 단계에서 건축 자재가 완전히 정리되지 않아서 터널 내 가시 거리를 확보할 수 없었다. 이 구간에서 최소 곡선 반경은 4250m이다.
로테르담 북역과 남역 사이는 지하 터널로 연결된다. 로테르담 남역을 통과한 후, 좌우측 방향이 입체 교차로 바뀐다. 로테르담 이북은 다른 네덜란드 철도 구간처럼 우측 통행, 로테르담 이남은 벨기에처럼 좌측 통행이다. 로테르담 이남은 기존선과 병행하면서, 자연 환경을 보호하기 위해서 터널과 교량 위주로 건설되었다. 이후 벨기에 국경까지 네덜란드에서 관리하며, 벨기에 HSL 4와 직결된다.

## 운영
네덜란드 교통부의 공개 입찰로 운영사를 선정하였다. NS는 이 운영사와 협의하여 열차 시각표를 작성해야 하며, NS는 입찰에도 참여하였다. 정부 측에서 인프라 건설을 위하여 돈을 많이 투자했지만 어떤 운영사도 만족할 만큼 이익을 제안하지 못했다. 입찰이 다시 진행되어, NS와 KLM의 합작 회사 하이 스피드 얼라이언스가 15년간 운영을 낙찰받았다.
HSA의 운영안은 NS 단독 운영안보다 더 엄격해졌다. 예로 에인트호번행 직통 열차를 계획에서 삭제하였다. 정부에 자금을 지불하기 위하여 기존 NS 열차보다 더 높은 요금이 책정되었다. 국제 열차는 독점 운영권이 없으므로, 탈리스 역시 이 노선을 운행하게 된다. 현재는 HSA가 네덜란드 국내 열차를 독점하고 있지만 향후 국제 열차가 국내 열차의 기능을 수행하도록 바뀔 가능성도 있다.
NS, KLM, NMBS/SNCB가 공동 출자한 NS 하이스피드가 운영하는 피라(Fyra) 고속 열차는 HSL 자위트가 개통되기 전까지 기존 객차와 빌린 TRAXX 기관차를 사용하여 암스테르담과 로테르담 사이를 시속 160km로 운행하였다. 고속선 개통 후 NS 하이스피드는 HSA에 편입되었으며, 2010년 12월부터 반입이 계속 지연되어 온 안살도브레다 V250 열차로 교체될 예정이다. 덴하흐, 브레다, 안트베르펀, 브뤼셀 지역으로 고속 열차가 운행할 예정이다. 안살도브레다는 V250의 제작을 수 번이나 지연시켜 왔다. 2009년 12월 13일부터 암스테르담-파리, 브뤼셀 간을 운행하는 탈리스가 이 노선을 운행하기 시작하였다.
2010년 현재 최신형인 ERTMS 신호 설비를 사용했기 때문에 기존 열차들이 이 노선을 운행하려면 준비가 필요하다. 탈리스도 ERTMS 준비가 안 되어 있어서 2009년 12월 13일까지는 기존선을 계속 사용했다. 이 날 이후부터 고속선 운행을 시작했으나, 신호 장비의 한계 때문에 시속 160km로 운행한다. 유로스타는 2007년 11월 14일 운행 가능 여부를 검토해 본다고 했으나, 2009년 발표에 따르면 ERTMS 장비가 있는 유로스타 차량이 한 대도 없어서 장기 계획으로 전환하기로 했다.

## 운임
암스테르담-로테르담 간 요금은 기존선 요금의 160%(기존선 요금+부가 운임 60%)를 징수할 예정이다. 개통 이후 첫 4주 동안은 부가 운임으로 편도 2유로만 징수하였다. 사전 예약 시 제한적인 할인 혜택이 있다.

## 운행 열차
다음 열차가 HSL 자위트를 운행할 예정이다.
- 파리 북부 - 브뤼셀 남부 - 안트베르펀 중앙 - 로테르담 중앙 - 스히폴 - 암스테르담 중앙 1시간당 1회 (탈리스, 일일 10회)
- 브뤼셀 남부 - 안트베르펀 중앙 - 로테르담 중앙 - 스히폴 - 암스테르담 중앙 1시간당 1회 (파이라, 일일 16회)
- 암스테르담 중앙 - 스히폴 - 로테르담 중앙 - 브레다 (1시간당 2회, 32회 이상)
- 암스테르담 중앙 - 스히폴 - 로테르담 중앙 (1시간당 2회, 32회 이상)
- 덴하흐 중앙 - 로테르담 중앙 - 브레다 - 노르드켐펜 - 안트베르펀 중앙 - 메헬렌 - 브뤼셀 중앙 - 브뤼셀 남부 (1일 8회)

안살도브레다 V250이 완성될 때까지 파이라 열차는 기존 기관차와 객차로 운행된다. 덴하흐-브뤼셀 운행 열차는 네덜란드와 벨기에 정치적 협상에 의한 것으로, 덴하흐에서 고속 철도를 이용함과 동시에 브레다 - 벨기에 간을 연결한다. 중간 경유 열차는 직통 열차보다 30분 정도 더 소요될 것이다.
2010년 초 현재는 노선이 아직 안정화되지 않아서 열차가 완전히 운행되지 않고 있다.

## 사진

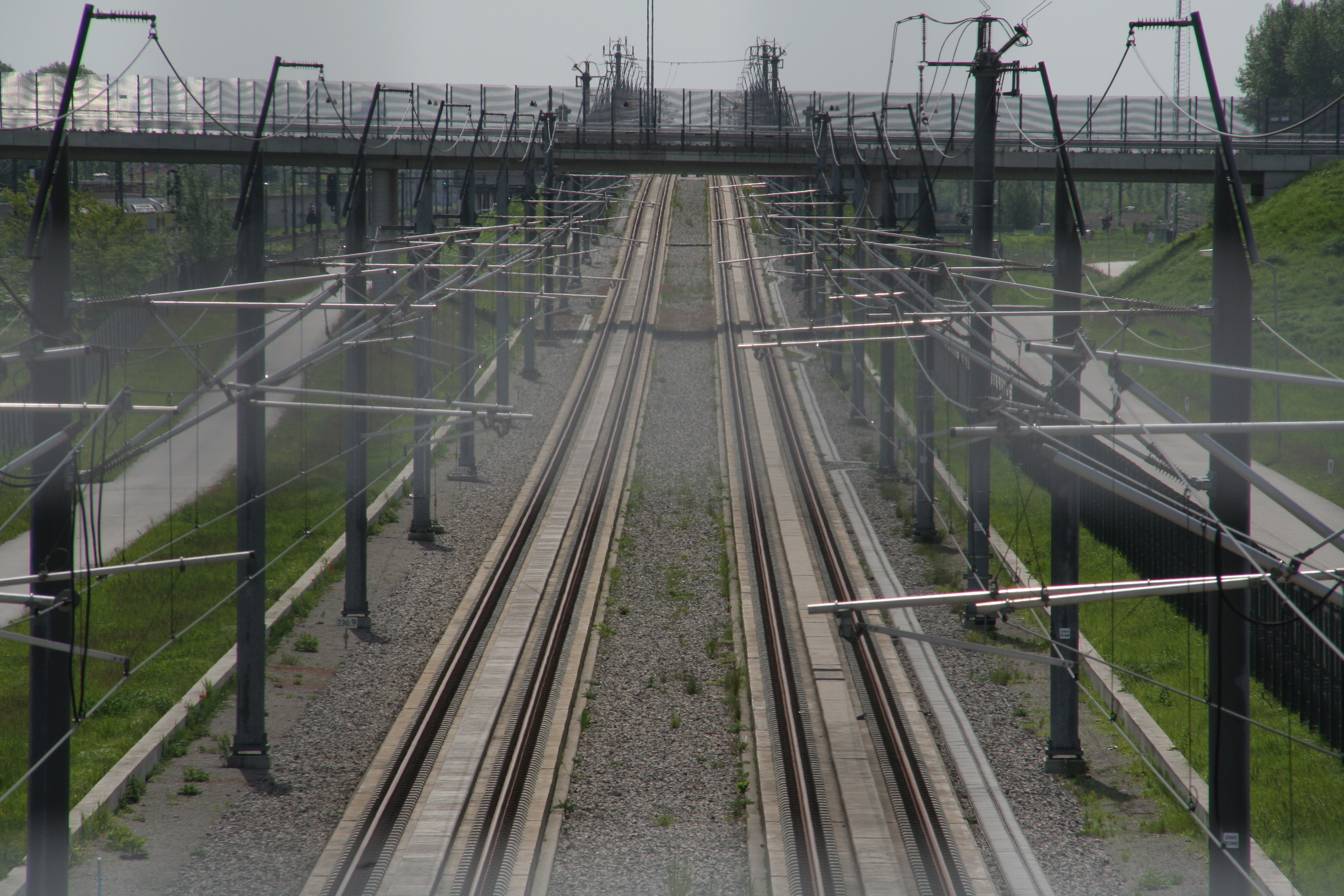
라헤 즈바루웨 근처 노선
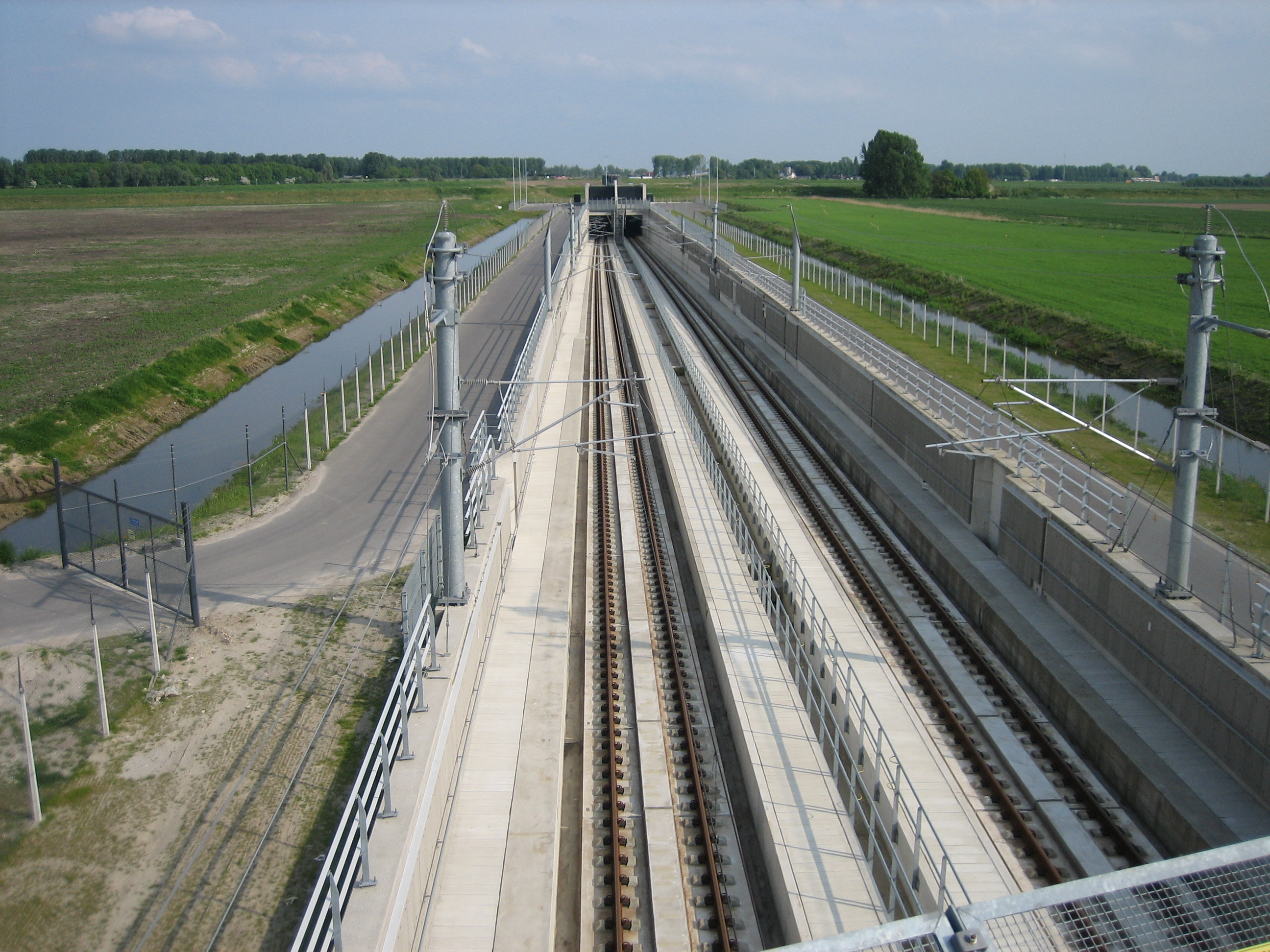
도르체 킬 인근 터널
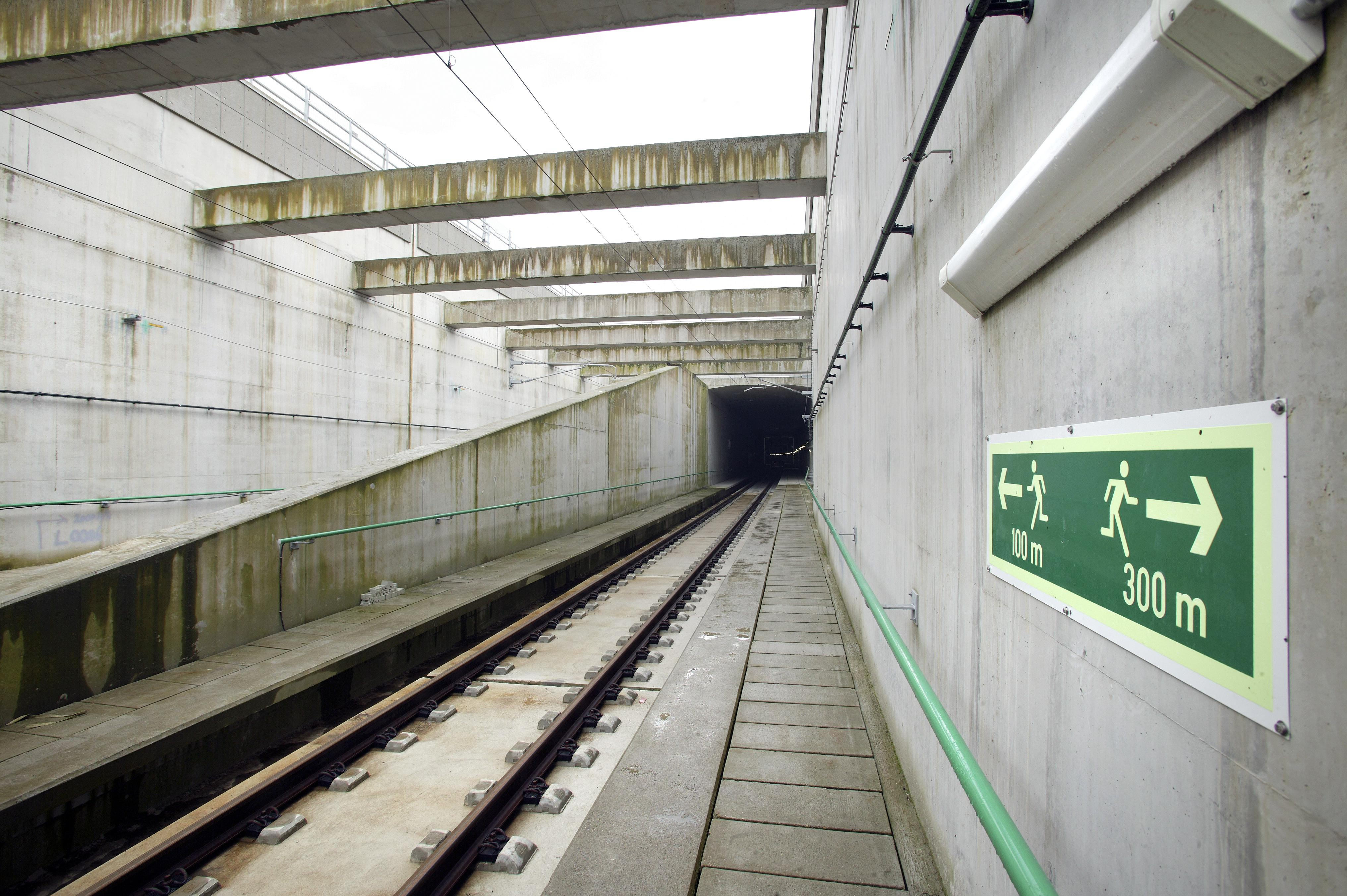
로테르담 근처 고속선
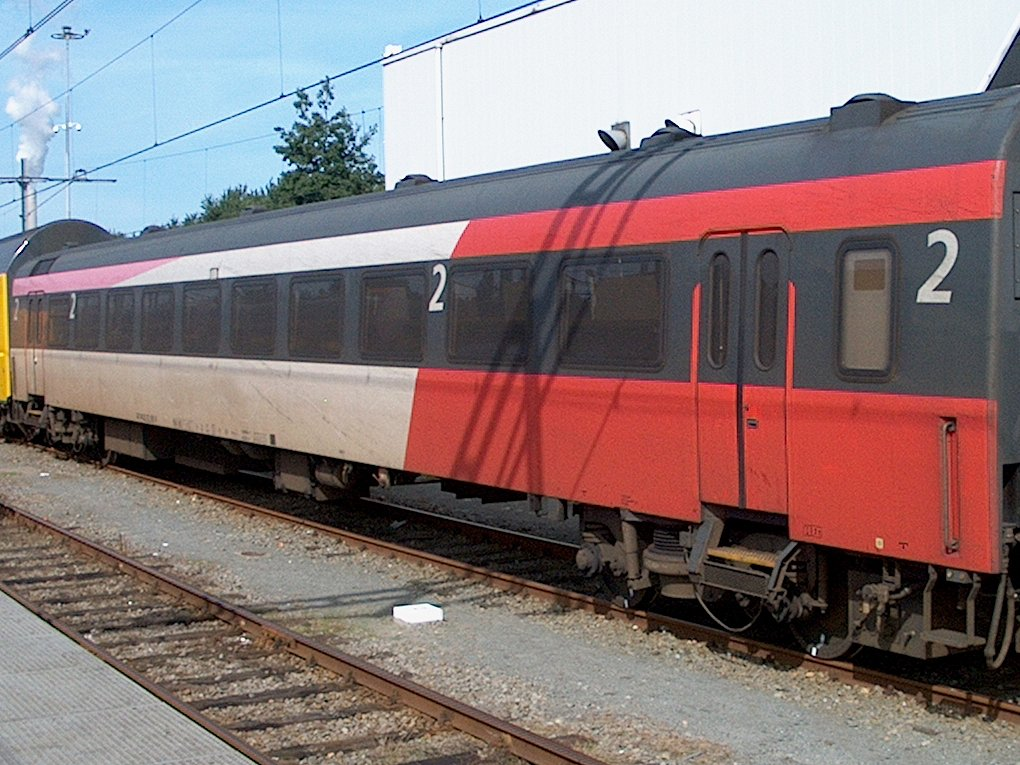
임시 열차의 객차
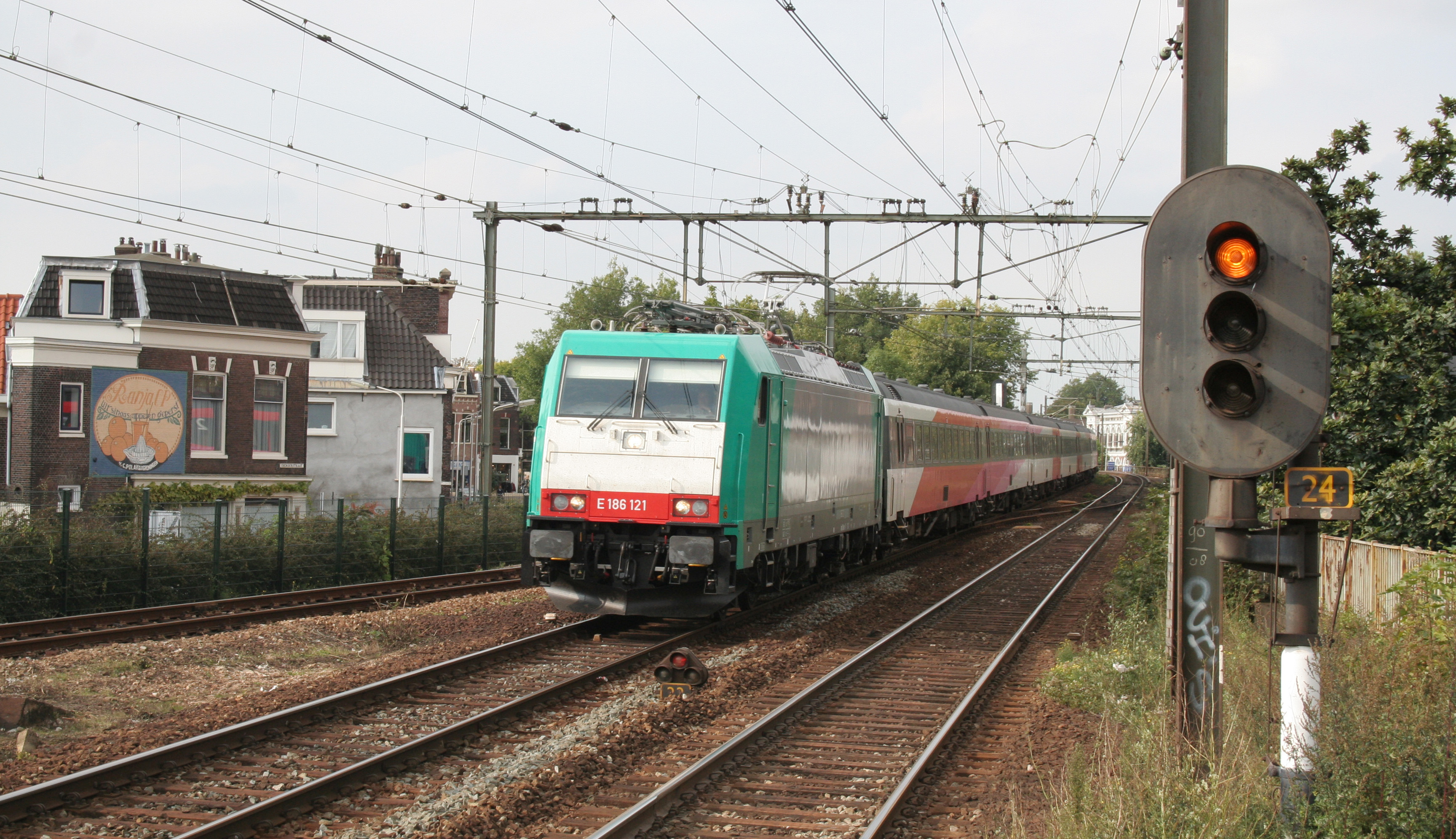
임시 열차의 기관차